# Tossal Negre (Coll de Nargó)
El Tossal Negre és una muntanya de 1.305 metres que es troba al municipi de Coll de Nargó, a la comarca de l'Alt Urgell.